# Orinoco-Schwertnase

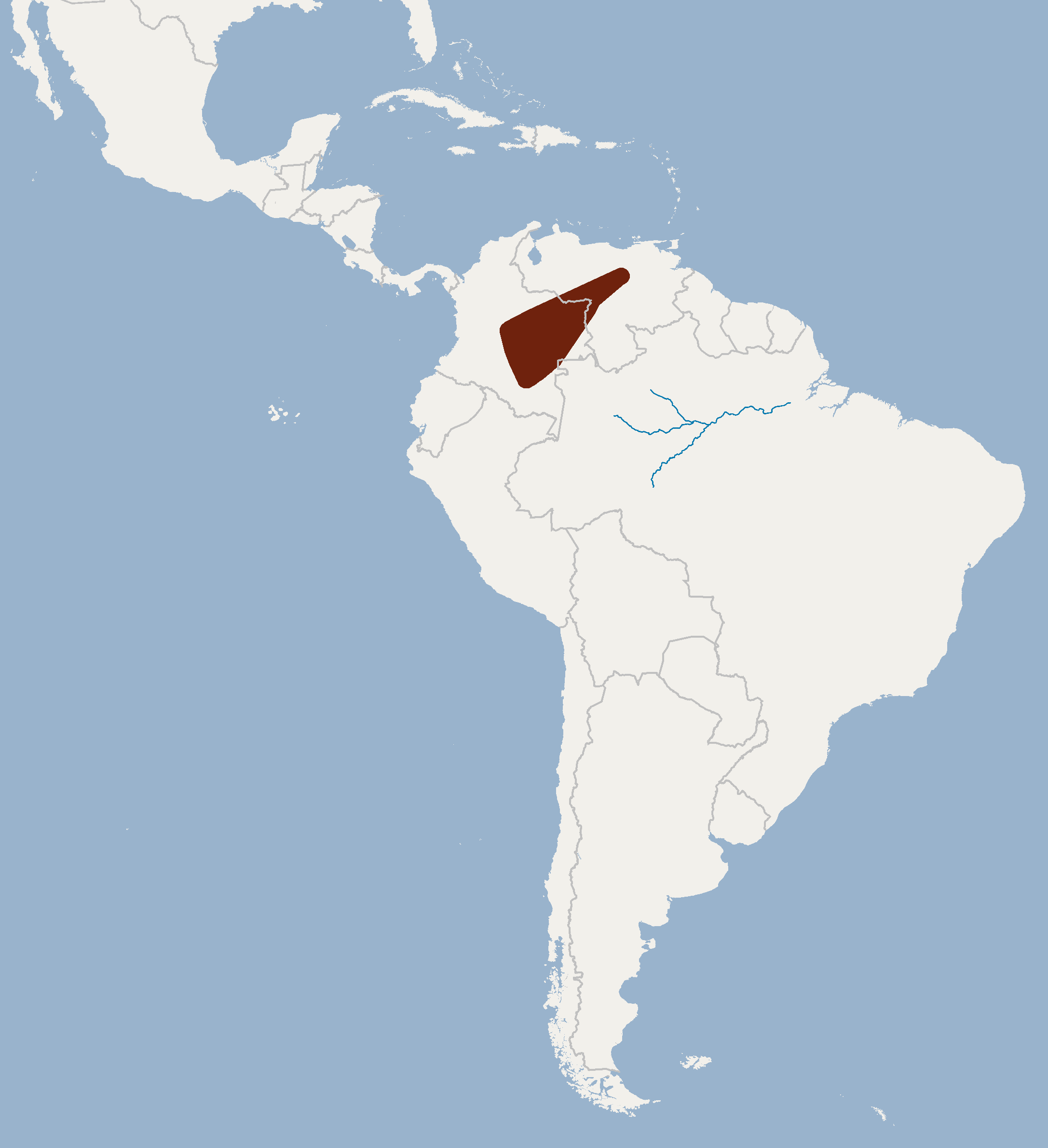
Grobe Skizze des Verbreitungsgebiets

Die Orinoco-Schwertnase (Lonchorhina orinocensis) ist ein im nördlichen Südamerika verbreitetes Fledertier in der Familie der Blattnasen. Das Typusexemplar stammt aus der Umgebung des Ortes Puerto Páez in Venezuela, wo der Río Meta in den Orinoco mündet.

## Merkmale
Mit einer Kopf-Rumpf-Länge von 47 bis 57 mm, einer Schwanzlänge von 28 bis 32 mm und einem Gewicht von 8 bis 12 g erreicht die Art dieselbe Größe wie andere Schwertnasen. Es sind 40 bis 44 mm lange Unterarme, Hinterfüße von 9 bis 12 mm Länge und auffällig lange Ohren, die 28 bis 32 mm erreichen, vorhanden. Typisch ist dichtes Fell mit Haaren, die an der Wurzel heller sind. Oberseits kommt dunkelbraunes Fell vor und die Unterseite ist etwas heller. Auf der Rückenmitte sind die Haare 9 mm lang und die Haare der Unterseite erreichen 6 mm Länge. Die Innenseite der Ohren ist rau.

## Verbreitung und Lebensweise
Die Orinoco-Schwertnase lebt im westlichen und südlichen Venezuela sowie im östlichen und zentralen Kolumbien. Sie erreicht möglicherweise angrenzende Regionen Brasiliens und ein Fund ist aus Guyana bekannt. Die Fledermaus lebt im Flach- und Hügelland zwischen 80 und 300 Meter Höhe. Sie hält sich in tropischen Regenwäldern, Galeriewäldern und Savannen auf.
Die nachtaktiven Tiere ruhen am Tage in kleinen Höhlen oder Felsspalten in Regionen mit Granitfelsen. Trächtige Weibchen sind aus dem Juli bekannt und Weibchen im Oktober zeigten keine Anzeichen von Fortpflanzung. Angaben zur Ernährung liegen nicht vor.

## Gefährdung
Einige Exemplare können menschlichen Abwehrreaktionen zum Opfer fallen, die eigentlich gegen Vampirfledermäuse gerichtet sind. Regional wirken sich neue Bergwerksstollen und Waldrodungen negativ aus. Die IUCN schätzt, dass die Gesamtpopulation in den 8 Jahren vor 2016 um mehr als 30 Prozent abgenommen hat. Für die folgenden neun Jahre (drei Generationen) wurde ein weiterer Bestandsrückgang um mehr als 30 Prozent befürchtet. Die Organisation listet die Orinoco-Schwertnase als gefährdet (vulnerable).